# Thái Hiền
Thái Hiền (tên đầy đủ là Phạm Thị Thái Hiền, sinh ngày 24 tháng 4 năm 1958 tại Sài Gòn) là một nữ ca sĩ Việt Nam tại hải ngoại, là người con thứ năm - đồng thời là trưởng nữ của nhạc sĩ Phạm Duy và ca sĩ Thái Hằng. Thái Hiền bước chập chững bước vào con đường nghệ thuật từ đầu những năm 70 dưới sự dìu dắt của bố.

## Tiểu sử và sự nghiệp

### Trước 1975
Ca sĩ Thái Hiền người gốc Hà Nội nhưng lại sinh ra và lớn lên ở Sài Gòn, cô bắt đầu con đường ca hát từ năm 13 tuổi với những bài Bé Ca mà nhạc sĩ Phạm Duy viết dành riêng cho con gái của mình.
Đến năm 1974, khi Julie rời The Dreamers sang Pháp thì Thái Hiền trở thành giọng nữ chính của ban nhạc. Và cô nhanh chóng trở thành một ngôi sao ở độ tuổi thiếu niên nhờ những bài Bé Ca, Nữ Ca và sau này là Thiền Ca, Đạo Ca được bố là nhạc sĩ Phạm Duy viết riêng cho giọng hát của mình.
Khi bắt đầu được yêu mến với Nữ ca, những bài hát cho tuổi mới lớn, là lúc cô rời Việt Nam theo cha.

### Sau 1975
Tại Mỹ, ban đầu Thái Hiền cùng gia đình định cư tại Florida, cô là một trong những giọng hát đầu tiên của dòng nhạc Việt Nam hải ngoại, chị đã hát trở lại ngay từ cuối những năm 70, trở thành giọng hát chủ lực của Ban nhạc Phạm Duy (cùng với em gái Thái Thảo và bố - cố Nhạc sĩ Phạm Duy) trình diễn nơi nhiều Trường Đại học bằng cả tiếng Anh và tiếng Việt, và sau đó là sự nghiệp solo. Thái Hiền hát nhiều nhạc của Phạm Duy, Trịnh Công Sơn, Ngô Thụy Miên, Cung Tiến, Lê Uyên Phương.
Năm 1982, Thái Hiền chính thức có sản phẩm âm nhạc đầu tay tại hải ngoại, đó là băng cassette "Hoa Thương Nhớ Ai", điều đặc biệt là cuốn băng này được thực hiện bởi những những người anh của Thái Hiền (Duy Quang: Bass, Duy Minh: Drums, Duy Hùng: Guitar Electric & Acoustic, Duy Cường: Keyboards, Prophets, Đàn Tranh & Hòa Âm,...) nên cũng có thể coi đây là album của ban nhạc The Dreamers.
Và sau đó là hàng loạt những album vô cùng thành công và được khán thính giả ủng hộ nhiệt liệt mà tiêu biểu trong số đó là "Lời Gọi Chân Mây" hát chung với Tuấn Ngọc do Trung Tâm Diễm Xưa phát hành vào năm 1991.
Từ năm 1992, Thái Hiền cộng tác với một số Trung tâm thu hình như Mây Productions và Thúy Nga.
Năm 2006, cô về Việt Nam tổ chức một đêm nhạc mang tên "Thái Hiền in concert - Đêm Hiền" tại Nhà Hát Lớn (Sài Gòn) vào ngày 30 tháng 11 - với 2 khách mời thuộc hai thế hệ: ca sĩ Duy Quang -  người anh cả của Thái Hiền - và Lê Hiếu. Nhạc sĩ Quốc Bảo là người soạn hoà âm và dàn dựng âm nhạc cho chương trình này (nhạc phẩm Bài tình cho giai nhân do Duy Quang và Lê Hiếu thể hiện trong chương trình này được nhạc sĩ Quốc Bảo sáng tác dựa theo cảm hứng từ giọng hát của chính nữ ca sĩ Thái Hiền).
Sau đó, Thái Hiền được GS.TS Lê Hữu Khóa ở Pháp viết một tiểu luận thú vị trên 100 trang về giọng hát Thái Hiền mang tựa đề “Thái Hiền – Nghề, Nghệ, Nghiệp”. Và chính Thái Hiền đã cung cấp những hình ảnh trong tác phẩm này.
Đến năm 2018, sau hàng loạt những tin đồn rằng bản thân đã giải nghệ, Thái Hiền chính thức trở lại sân khấu sau một thời gian dài vắng bóng với những concert nhỏ và được khán thính giả ủng hộ vô cùng nhiệt liệt.
Năm 2019, Thái Hiền xuất hiện trong cuốn Paris By Night 129 - đánh dấu sự trở lại của cô trong một chương trình thu hình sau 17 năm kể từ cuốn Paris By Night 64.

## Đời tư
Thái Hiền là một thành viên trong đại gia đình nghệ sĩ. Ngoài người cha là nhạc sĩ Phạm Duy, mẹ là ca sĩ Thái Hằng, còn có dì ruột là danh ca Thái Thanh, cậu ruột là các nhạc sĩ Phạm Đình Chương (tức Hoài Bắc), Phạm Đình Viêm (tức Hoài Trung) và nghệ sĩ Phạm Đình Sỹ. Các anh trai cô là ca sĩ Duy Quang, nhạc sĩ hòa âm Duy Cường, em gái là ca sĩ Thái Thảo đều thành công trên con đường nghệ thuật. Ngoài ra  cô còn có em rể là ca sĩ Tuấn Ngọc (chồng của Thái Thảo), chị dâu là ca sĩ Thiên Phượng (vợ của Duy Cường) cùng các em họ như Mai Hương, Ý Lan.

## Album
- 06-03-1971: Jo Marcel 26 (Pháp thân - Phạm Duy)
- 07-12-1971: Shotguns 22 (Tiếng chuông ngân - lời Việt: Phạm Duy) hát chung với ban Dreamers
- 1973-1974: Thâu các bài Bình Ca, Nữ Ca, Bé Ca cho trung tâm Shotguns.
- 03-1975: Hãy Hát Lên Tuổi Thơ (nhạc thiếu nhi Trầm Tử Thiêng)
- 1977: Phạm Duy Family in Concert [4]
- 1978: Phạm Duy 2 - Người Con Gái Việt Nam Da Vàng
- 1980: Phạm Duy 3 - Hát Trên Đường Tị Nạn
- 1981: Lê Toàn 1 - Tình Vàng (tình khúc Lê Toàn)
- 1982: Hoa Thương Nhớ Ai? (nhạc Phạm Duy) [5]
- 1983: Màu Kỷ Niệm
- 1985: Lá Diêu Bông (nhạc Phạm Duy) [6]
- 1985: Tú Phương 8 - Ngậm Ngùi (nhạc Phạm Duy) [7]
- 1987: Diễm Xưa 8 - Yêu (Tứ ngọc)
- 1987: Thúy Anh 7 - Người Trong Mơ (nhạc New Wave) với Thái Thảo
- 1988: Diễm Xưa 12: Lời Gọi Chân Mây. với Tuấn Ngọc [8]
- 1988: Đôi Ta Mất Hết Chỉ Còn Nhau. với Duy Quang
- 1988: Dream Studio 1 - Mộng Du - Dreamers 1
- 1988: Kim Ngân 21 - Gót Hồng. với Ngọc Lan, Kiều Nga [9]
- 1988: Rong Ca - Người Tình Già Trên Đầu Non (nhạc Phạm Duy) với Duy Quang [10][11]
- 1989: Dream Studio 10 - Oh! Mê Ly - Dreamers 2
- 1990: Dream Studio 21 - Con Đường Tình Ta Đi. với Duy Quang
- 1992: Phạm Duy Cường 6 - Thiền Ca (nhạc Phạm Duy) [12]
- 1992: Nhã Ca 10 - Thu Ca Điệu Ru Đơn [13]
- 1993: Nhã Ca 16 - Tình Ca Muôn Thưở (nhạc Từ Công Phụng)
- 1993: Dream Studio 38: Chàng Là Ai. với Duy Quang
- 1993: Paris By Night 19 - Tác Phẩm Và Con Người Phạm Duy [14]
- 1994: Phạm Duy Cường 9 - Trường Ca Hàn Mặc Tử (nhạc Phạm Duy) [15][16]
- 1994: Dream Studio 40 - Tình Yêu Là Chiếc Bóng. với Duy Quang, Tuấn Ngọc
- 1994: Bích Thu Vân 1 - Hoài Cảm (Đôi Mắt Người Sơn Tây) với Tuấn Ngọc [17]
- 1994: Phôi Pha 1 - Đôi Mắt Người Sơn Tây
- 1995: Lê Tín Hương - Dòng Đời Mong Manh
- 1995: Mai Ngọc Khánh 56 - Nhạc Tiền Chiến 3. với Lê Huỳnh
- 1995: Phôi Pha 7 - Có Nghe Đời Nghiêng. với Song Nguyễn
- 1995: Paris By Night 30 - Phạm Duy 2 - Người Tình [18]
- 1996: Lê Tín Hương - Con Đường Tôi Về
- 1997: Lê Tín Hương - Dòng Lệ Dòng Mưa
- 1997: Thái Hiền 1 - Huyền Thoại [19]
- 1997: Thái Hiền 2 - Mầu Thời Gian (nhạc Phạm Duy) [20]
- 1997: Phạm Duy - Minh họa Kiều 1 [21]
- 1998: Thái Hiền 3 - Tình Vẫn Rong Chơi. với Duy Quang [22]
- 1998: Định Mệnh (nhạc Nguyễn Đình Phùng) với Tuấn Ngọc, Vũ Khanh, Ý Lan [23]
- 1999: Con Tạo Xoay Vần. Opera lời Việt
- 1999: Dạ Khúc (nhạc Nguyễn Đình Phùng) với Tuấn Ngọc [24]
- 1999: Lê Tín Hương - Ta Đứng Xa Đời
- 2001: Tình Sử (nhạc Nguyễn Đình Phùng) với Tuấn Ngọc, Vũ Khanh, Huy Ngọc [25]
- 2002: Phạm Duy - Minh họa Kiều 2 [26]
- 2002: Ý Biếc (nhạc Nguyễn Đình Phùng) với Tuấn Ngọc, Vũ Khanh [27]
- 2004: Phạm Duy - Minh họa Kiều 3 [28]
- 2004: Ảo Mộng (nhạc Nguyễn Đình Phùng) với Tuấn Ngọc [29]
- 2009: Cỏ Tình Tím (nhạc Nguyễn Đình Phùng) với Tuấn Ngọc [30]
- Thu Hát Cho Người (với Tuấn Ngọc, Chung Tử Lưu)
- Từ Đó Khôn Nguôi[31]

## Trình diễn trên sân khấu

### Trung tâm Mây
| STT | Tiết mục                             | Thể hiện với | Chương trình      | Năm  |
| --- | ------------------------------------ | ------------ | ----------------- | ---- |
| 1   | Tháng Sáu Trời Mưa (Hoàng Thanh Tâm) | solo         | Hollywood Night 2 | 1992 |

### Trung tâm Thúy Nga
| STT | Tiết mục                                                              | Thể hiện với | Chương trình       | Năm  |
| --- | --------------------------------------------------------------------- | --- | ------------------ | ---- |
| 1   | Nghìn Trùng Xa Cách (Phạm Duy)                                        | solo | Paris By Night 19  | 1993 |
| 2   | Em Còn Nhớ Mùa Xuân (Ngô Thụy Miên)                                   | solo | Paris By Night 21  | 1993 |
| 3   | Đốt Lá Trên Sân (Phạm Duy)                                            | Duy Quang | Paris By Night 25  | 1994 |
| 4   | Đêm Xuân (Phạm Duy)                                                   | solo | Paris By Night 30  | 1995 |
| 5   | Xuân Ca (Phạm Duy)                                                    | Thái Thảo, Thiên Phượng | Paris By Night 30  | 1995 |
| 6   | LK Viễn Du, Mẹ Trùng Dương (Phạm Duy)                                 | Duy Quang, Thái Thảo, Thiên Phượng | Paris By Night 30  | 1995 |
| 7   | Lời Ru, Bú Mớm, Nâng Niu (Phạm Duy, Phạm Thiên Thư)                   | solo | Paris By Night 40  | 1997 |
| 8   | LK Never Fall In Love                                                 | Tuấn Ngọc, Don Hồ, Thái Thảo | Paris By Night 42  | 1997 |
| 9   | Thị Màu Lên Chùa (Phạm Duy) - góp giọng                               | Ái Vân, Bảo Hân | Paris By Night 46  | 1998 |
| 10  | Yesterday (LV: Lê Hựu Hà, Nguyễn Trung Cang)                          | Tuấn Ngọc, Duy Quang, Thái Thảo | Paris By Night 46  | 1998 |
| 11  | Nỗi Niềm (Tuấn Khanh)                                                 | solo | Paris By Night 64  | 2002 |
| 12  | Mùa Thu Mây Ngàn (Từ Công Phụng)                                      | Tuấn Ngọc | Paris By Night 64  | 2002 |
| 13  | LK Nữ Ca: Kỷ Niệm, Tuổi Mộng Mơ, Tuổi Ngọc, Tuổi Thần Tiên (Phạm Duy) | Thái Thảo | Paris By Night 129 | 2019 |
| 14  | Màu Thời Gian (Phạm Duy, Đoàn Phú Tứ)                                 | solo | Paris By Night 130 | 2020 |
| 15  | Mùa Xuân Yêu Em (Phạm Duy, Đỗ Quý Toàn)                               | solo | Paris By Night 131 | 2021 |
| 16  | Như Ngọn Buồn Rơi (Từ Công Phụng)                                     | solo | Paris By Night 135 | 2023 |
| 17  | Bây Giờ Tháng Mấy (Từ Công Phụng)                                     | Tuấn Ngọc | Paris By Night 135 | 2023 |
| 18  | Giữ Đời Cho Nhau (Từ Công Phụng, Du Tử Lê)                            | Từ Công Phụng, Tuấn Ngọc, Ý Lan, Ngọc Anh, Vasa Diệu Nga, Anh Dũng, Đình Bảo, Bằng Kiều, Thiên Tôn, Trần Thái Hoà, Hồ Hoàng Yến, Lam Anh, Như Ý, Trần Thu Hà, Ngọc Hạ | Paris By Night 135 | 2023 |

### Jimmy TV
| STT | Tiết mục                                           | Thể hiện với | Chương trình  | Năm  |
| --- | -------------------------------------------------- | ------------ | ------------- | ---- |
| 1   | Bông Hồng Cài Áo (Ý: Nhất Hạnh, Nhạc: Phạm Thế Mỹ) | solo         | Mẹ Vẫn Bên Ta | 2021 |

### SBTN
| STT | Tiết mục                                | Thể hiện với | Chương trình                       | Năm  |
| --- | --------------------------------------- | ------------ | ---------------------------------- | ---- |
| 1   | Paris Có Gì Lạ Không Em (Ngô Thụy Miên) | solo         | Ngô Thụy Miên - Tác Giả & Tác Phẩm | 2024 |

### Liveshow
Đêm Hiền (2006 - Nghệ sĩ Khách mời: Duy Quang, Lê Hiếu)

## Phong cách và giọng hát
Không lả lướt như Thái Thanh, điệu đà như Ý Lan hay kỹ thuật kiểu Khánh Hà - những người thân và cũng là đồng nghiệp nổi tiếng, mới nghe, cứ cho rằng giọng hát Thái Hiền thiếu cá tính, nhưng thật ra, phong cách - tưởng là nhẹ nhàng của cô - đã áp đặt lên tất thảy những ca khúc cô thể hiện. Hầu như không để ý đến kỹ thuật, cứ thảnh thơi mà hát, hát như nói, như tâm tình, hát hồn nhiên, hát vô ưu, hát giản dị...
Dù lời ca có đau khổ như thế nào, có vui sướng ra sao, qua sự thể hiện của Thái Hiền, đều trở nên nhẹ như mây. Ấy thế mà gây nghiện đối với những ai đã lỡ nghe, lỡ say tiếng hát cô, bởi cái tình sâu kín ẩn bên trong vẻ ơ thờ, bởi âm thanh thánh thót trong ngần thể hiện rõ thế giới nội tâm đẹp đẽ của người ca sĩ. Trong cách hát của Thái Hiền phảng phất chút vị thiền, lửng lơ giữa đạo và đời, điều mà phong cách nghệ thuật của các thành viên nhà Phạm, ai cũng sở hữu ít nhiều.
Thái Hiền có một giọng hát điêu luyện. Cô hát bằng giọng thật của mình chứ không sử dụng giọng mũi nhưng vẫn có thể lên được những nốt cao thật nhẹ nhàng và truyền cảm. Ca sĩ Thái Hiền có cách diễn tả chừng mực và theo cảm xúc của bài hát chứ không làm dáng quá đà hay mượn diễn xuất để thay cảm xúc. Có lẽ vì vậy, đôi khi có người cho rằng cách hát của cô có vẻ lạnh lùng. Nhiều người còn nhận xét dường như cô có chút e dè khi đứng trên sân khấu cho dù, nếu tính vào tuổi nghề thì cô đã có nhiều năm kinh nghiệm dầy dặn với ca hát và trình diễn đại nhạc hội. Tuy vậy, người yêu thích giọng hát Thái Hiền gọi đó là một giọng ca “sáng như thiên thần”. Cách hát của Thái Hiền thật sự đã khoác cho ca khúc một chiếc áo mới về cảm xúc và người nghe, từ đó cũng cảm nhận những cung bậc cảm xúc khác nhau chứ không đơn giản là cô chỉ hát lại một bài hát của một ca sĩ khác.
Nhưng dù cho có phải là ca sĩ với giọng hát như “thiên thần” hay “lạnh lùng” hoặc “tràn đầy sức sống”, không ai có thể phủ nhận được rằng Thái Hiền đã có những đóng góp hết sức to lớn và quý báu trong sinh hoạt ca nhạc Viêt Nam. Từ những ngày chập chững trong phong trào nhạc trẻ đến khi vững vàng và đầy tự tin trên sân khấu hải ngoại, ca sĩ Thái Hiền đã là một ngôi sao không thề thiếu được không chỉ với những ca khúc của nhạc sĩ Phạm Duy mà còn qua nhiều sáng tác từ các nhạc sĩ khác. Nhưng nhiều người vẫn nghĩ đến những bài Nữ Ca khi nhắc đến giọng hát Thái Hiền. Công chúng vẫn tiếp tục tìm nghe và nhắc tới phiên bản ghi âm trước năm 1975 của “Nữ Ca” như những tác phẩm nghệ thuật có giá trị. Những bài Nữ Ca qua tiếng hát của ca sĩ Thái Hiền là mạch nối giúp người nghe tìm lại thời kỳ vàng son của nhạc trẻ Việt Nam. Thái Hiền và Nữ Ca mãi mãi là những hình ảnh tuyệt đẹp về một chuẩn mực của sự hồn nhiên và đáng yêu của thiếu nữ Việt Nam.